# 6804 Maruseppu
6804 Maruseppu è un asteroide della fascia principale. Scoperto nel 1995, presenta un'orbita caratterizzata da un semiasse maggiore pari a 2,2418080 au e da un'eccentricità di 0,1045575, inclinata di 3,20800° rispetto all'eclittica.
L'asteroide è dedicato all'omonima località giapponese.